# Žaklina
Žaklina je žensko osebno ime.

## Izvor imena
Ime Žaklina je različica imena, ki je izpeljano iz moškega imena Jakob ali pa iz ženskega imena Jokobina.

## Pogostost imena
Po podatkih Statističnega urada Republike Slovenije je bilo na dan 31. decembra 2007 v Sloveniji 91 oseb z imenom Žaklina.